# Žďár nad Orlicí (železniční zastávka)
Žďár nad Orlicí je železniční zastávka, která se nachází u obce Žďár nad Orlicí, v okrese Rychnov nad Kněžnou v Královéhradeckém kraji. Zastávka leží na jednokolejné elektrizované celostátní dráze Velký Osek – Choceň.

## Přeprava
Na zastávce zastavují pravidelné vlaky osobní přepravy pouze kategorie osobní vlak (Os). Tyto vlaky provozuje dopravce České dráhy a platí v nich mj. přepravní a tarifní podmínky integrovaného dopravního systémů IREDO. Vlaky vyšší kategorie (např. spěšné vlaky) na zastávce nezastavují, pouze projíždějí.
Na zastávce není k dispozici osobní pokladna ani automat na jízdenky či čekárna pro cestující. Cestující jsou odbaveni průvodčím ve vlaku.

## Přístupnost
Přístup do budovy stanice (včetně přístřešku před povětrnostními vlivy) je bezbariérový.
Bezbariérový přístup není na nástupiště (dle ČSN 73 4959).